# Râul Măureni
Râul Măureni este un afluent al râului Moravița. 